# Barberetta
Barberetta là một chi thực vật có hoa trong họ Haemodoraceae.

## Các loài
- Barberetta aurea Harv., 1868: Đặc hữu Nam Phi (tỉnh Cape và KwaZulu-Natal).[2]